# Riserva naturale orientata Sambuchetti-Campanito

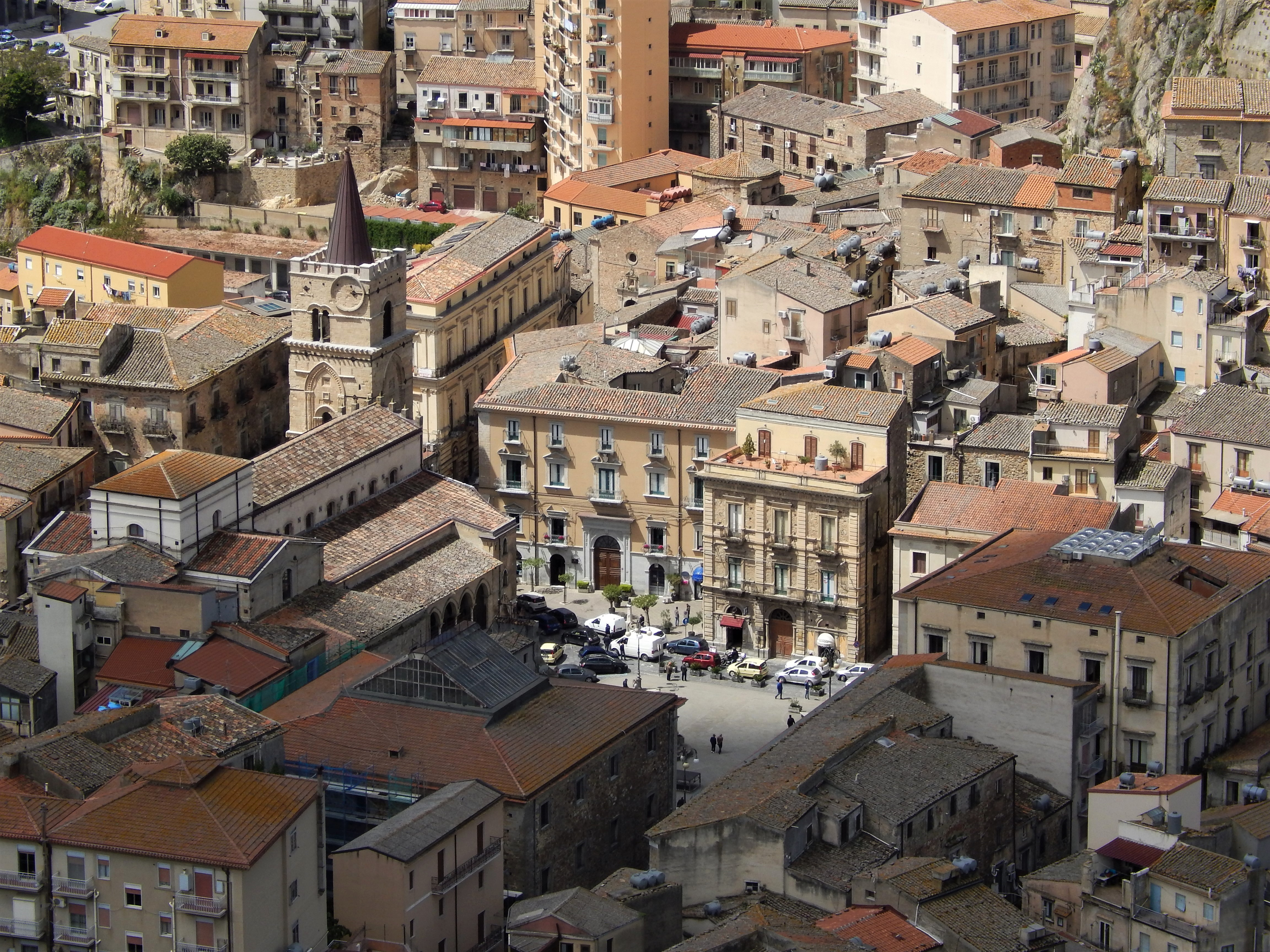
Nicosia (Italia)

La riserva naturale orientata Sambuchetti-Campanito è un'area naturale protetta situata nei comuni di Nicosia e Cerami in provincia di Enna ed è stata istituita nel 2000 e gestita dall'Azienda Regionale Foreste Demaniali.

## Territorio
Comprende una porzione della dorsale dei Monti Nebrodi ad occidente della sella di Colle del Contrasto (1107 m). Il monte Sambughetti (o Sambuchetti) è alto 1553 m ed è costituito da una successione sedimentaria oligocenica che è una alternanza di argille ed arenarie quarzose. 
Ai piedi della cima minore rocciosa di Monte Campanito, si colloca una delle più importanti aree umide dei Nebrodi: i "laghetti Campanito". Sono tre invasi naturali creatisi in corrispondenza di una contropendenza argillosa.

## Flora
I versanti settentrionali del rilievo sono coperti dal Bosco della Giumenta, una delle aree verdi più importanti della dorsale, che comprende un lembo di faggeta, al di sopra della quota 1400, cui segue, in basso, in continuità un querceto misto che passa gradualmente da una dominanza di cerro (Quercus cerris) ad una dominanza di sughera (Quercus suber). I versanti meridionali sono invece caratterizzate da un esteso rimboschimento forestale con dominanza di pino laricio (Pinus nigra ssp. laricio).

## Fauna
I laghetti Campanito, oltre alle piante acquatiche peculiari delle zone umide di quota, ospitano un'importante colonia della tartaruga palustre siciliana (Emys trinacris).